# John Robinson (organista)
John Robinson (1682 - Londres, 1762) fou un organista i compositor del Barroc. Fou deixeble del doctor Blow, tingué al seu càrrec l'orgue de l'abadia de Westminster i després el de l'església de Sant Llorenç de Londres, era considerat com el millor organista d'Anglaterra en la seva època. no es va imprimir cap de les seves composicions, però si un llibre titulat Essay upon vocal Music (Londres, 1715). El 1910 en una col·lecció titulada Gloria dels cantors anglicans s'incloïa el seu Psalm 24.